# 月野村
月野村（つきのむら）は、鹿児島県囎唹郡にあった村。
現在の曽於市のうち、大隅町月野および大隅町境木町にあたる

## 地理
菱田川支流の月野川下流域に位置していた。

## 歴史
- 1891年（明治24年）8月8日 - 南諸県郡志布志村のうち大字月野の区域より月野村が成立[1][2][3]。大字は月野のみ[1]。
- 1897年（明治30年）4月1日 - 所属が囎唹郡に変更[4]。
- 1955年（昭和30年）1月20日 - 囎唹郡岩川町、恒吉村と新設合併して大隅町が発足[1][2]。同日月野村廃止。